# Circolo Sportivo Ruentes 1930-1931
Questa pagina raccoglie i dati riguardanti il Circolo Sportivo Ruentes nelle competizioni ufficiali della stagione 1930-1931.

## Rosa
| N. |                   | Ruolo | Calciatore         |
| -- | ----------------- | ----- | ------------------ |
|    | Italia (bandiera) | D     | Alfredo Balbi      |
|    | Italia (bandiera) | D     | Giovanni Barale    |
|    | Italia (bandiera) | A     | Borfico            |
|    | Italia (bandiera) | D     | Angelo Canessa     |
|    | Italia (bandiera) | C     | Renato Cappellini  |
|    | Italia (bandiera) | C     | Edoardo Granconato |

| N. |                   | Ruolo | Calciatore       |
| -- | ----------------- | ----- | ---------------- |
|    | Italia (bandiera) | A     | Luigi Massazza   |
|    | Italia (bandiera) | P     | Moretti          |
|    | Italia (bandiera) | D     | Oliva            |
|    | Italia (bandiera) | A     | Bartolomeo Sales |
|    | Italia (bandiera) | C     | Luigi Tabacco    |